# Lancsou–Ürümcsi nagysebességű vasútvonal
A Lancsou–Ürümcsi (Lanzhou–Urumqi) nagysebességű vasútvonal egy normál nyomtávolságú, nagysebességű vasútvonal Kínában Lancsou (Lanzhou) és Ürümcsi között. A vasútvonal 1776 km hosszúságú és a beruházás körülbelül 24 milliárd dollárba (143,5 milliárd jüan) került. Az új vonalnak hála a korábbi 23 órás menetidő így 11 órára csökkent a két végállomás között.

## Története
A kétvágányú villamosított vasútvonal 1776 km hosszú, a megengedett maximális sebesség 350 km/h. Az építkezés 2009. november 4-én kezdődött és 2014. december 26-án fejeződött be. Az építkezés öt évig tartott és Kína három tartományát érintette: 795 km hosszan Kanszu (Gansu) tartományt, 268 km hosszan Csinghaj (Qinghai) tartományt és 713 km hosszan Hszincsiang–Ujgur Autonóm Terület (Xinjiang–Ujgur Autonóm Terület)et. A vonalon összesen 31 állomás épült. Az építkezés teljes költsége 143,5 milliárd jüan. A vasút keresztezi a Csilien hegység (Qilian hegység)et, majd egy alagúton a Csiliensan (Qilianshan)-hegyet. Az alagút 3600 méterrel a tengerszint felett vezet. Ez egyébként a világ legmagasabban fekvő nagysebességű vasúti alagútja.
Érdekesség, hogy a hagyományos vasút több helyen pontosan követi a régi selyemutat, de valószínűleg nemzetbiztonsági megfontolásokból tesz egy 480 kilométeres kitérőt a tibeti felvidék aljához. Az új vonal a 23 órás menetidőt 11 órára rövidíti le, de repülni még így is gyorsabb lesz. Ürümcsi határában építettek egy hatalmas, repülőtérszerű fogadóállomást a vonatoknak (és köré egy nagy fejlesztési zónát jelöltek ki). A vonal megépítésének ellenzői szerint egyszerűbb lett volna építeni egy második hagyományos vasúti pályát a teherforgalom számára. Kína azonban az „új selyemút” projekt részének tekinti ezt a szakaszt, melynek célja, hogy vonattal Európába 48 óra alatt el lehessen jutni. Ha ez megvalósul, a teherforgalom számára alternatívát jelent majd a tengeri szállítással szemben.